# Сієнський університет
Сієнський університет (італ. Università degli Studi di Siena, UNISI; лат. Universitas Senarum) — італійський університет, що розташований в місті Сієна (Тоскана). Заснований у 1240 році. Є одним із найстаріших університетів Італії. Головний корпус університету знаходиться в самій Сієні, а два другорядних — в Ареццо та Гросетто. В університеті навчається 20 000 студентів, тоді як загальна кількість населення у Сієні становить 50 000 жителів. Сьогодні університет відомий насамперед своїми правничим та медичним факультетами. Університет входить до науково-освітньої мережі Коїмбрська група. Сієнський університет для іноземців раніше належав до головного університету, а зараз є самостійним державним закладом.

## Історія

### Раннійстудіум

#### Школа Філософії та Гуманітарних наук
Історія Сієнського Університету бере свій початок з 26 грудня 1240 року, коли Ідебрандіно Каччіаконті (тогочасний подеста Сієни) підписав директиву, яка обкладала громадян, що здавали кімнати учням місцевого «Студіум Сінезе», податком, який згодом пішов на зарплатні професорам цього ж «Студіуму». Наступним Сієнський університет підтримав Папа Інокентій IV заявивши, що студенти та професори звільняються від усіх податків. До того ж вчителі права та латині повністю звільнялися від обов'язку служити в армії. Таким чином, на XIV століття в університеті Сієни працювало п'ять вчителів латинської мови, логістики і права, а також два професори з медицини.
Один із найвизначніших професорів Школи Медицини був Петро Іспанець. Іспанець був філософом, доктором імператора Фрідріха II, а в 1276 році Іспанець став Папою Іваном XXI.
У 1321 Сієнський університет спромігся залучити до навчання багатьох абітурієнтів із престижного Болонського університету. Так вийшло через те, що одного зі студентів Болоньї засудили до смерті за крадіжку молодої дівчини. Частково за намовою їхнього викладача права Гільєрмо Толомеї, студентство розпочало величезний протест, спрямований проти влади Болоньї. Сієна ж, підтримувана щедрими фінансуваннями місцевої комуни, мала змогу вмістити усіх студентів, що переводилися з Болонського університету.

#### Університет під час зміни свого статусу
Статусу «Головного Студіуму» Сієна набула у 1355 році завдяки Карлу IV (який того ж року став Священним Римським Імператором). Такий статус означав протекторат імператора для студентів та професорів, а також зміна статусу ліцензії, що видавав університет. Такі ліцензії дозволяли людині викладати по Італії.
«La Casa della Sapienza» (Дім Знань) було збудовано на початку XV століття як центр, що об'єднував у собі як класні, так і спальні кімнати для тих, хто навчався в Університеті. Вперше така ідея була запропонована єпископом Мормілем у 1392 році, була остаточно сформульована за двадцять років, а перші мешканці заселилися у 1416-у. Кімната коштувала 50 золотих флоринів за семестр.
На середину XIV століття Сієна втратила свою владу у Тоскані (сталося це через поразку у битві із Флоренцією у 1555 році). Місцева влада, своєю чергою, успішно попросили Медічі (на той час вони були спадковими герцогами) зберегти академію. Франческо, а пізніше Фердинанд I Медічі провів реформи, які охоплювали нові статути та прерогативи. Був введений пост Ректора (Rettore), якого обирали студенти та міські магістри.
У 1737 році рід Медічі припинив своє існування, і керування Тосканою перейшло до Лотаринзького дому (Франція). Водночас Тосканський економіст Салустіо Бандіні здавалося б, вирішив «покращити інтелектуальне стимулювання його рідної Сієни», вимагав стипендії від заможних покровителів (начебто для університету), і відкрив велику бібліотеку, яку він заповідав університету.
У 1808 році, коли Наполеонівські сили захопили Тоскану, вони усунули університет, і його двері не відчинялися аж до поразки Наполеона і відновлення Фердінанда III на пост великого герцога Тосканського.

#### Університет за часи Рісорджименто
Під час Рісорджименто (періоду боротьби за політичне об'єднання Італії), Сієнські студенти зібрали групи, що були відкрито патріотичними. Вони публічно висловлювали свою незгоду і, під час бунтів у Тоскані 1848 року, три професори, один асистент та п'ятдесят п'ять студентів сформували Compagnia della Guardia Universitaria (кампанію з захисту Університету) з метою участі у битвах Куртатоне та Монтанари. Прапор цього війська дійшов до наших днів, і зберігається у Консульстві. Уся для любов до нової республіки тільки докучали Великому Герцогу, тому кінець-кінцем, він закрив Школу Медицини, дозволивши існували лише Школам Права та Теології.
Після Другої Італійської Війни за Незалежність у 1859, та її наслідків, Тоскана із Сієною були підданими Сардинського Королівства, яке було на порозі того, щоб стати Королівством Італії. Сієнська академія зрештою оговталася після всіх заворушень, завдяки ініціативам з боку приватних підприємств міста та ряду законодавчих підтверджень, які підвищили репутацію Школи Фармацевтики і Акушерства, а, отже, і Школи Медицини загалом. Водночас лікарня Санта Марія делла Скала перетворилася на Загальну Університетську Лікарню. Трохи пізніше, у 1880 році, Факультет Права створила Circolo Giuridico (Правове або Легальне Коло), де на семінарах та лекціях розглядалися проблеми, які стосувалися вивчення права.

#### Університет у сучасній Італії
У 1892 році Міністр Освіти, Фердінандо Мартіні, запропонував придушити різноманітні заходи Сієнської академії. Сієна сприйняла це як оголошення війни, і була негайно підтримана страйком міщан, втручанням усіх міських установ і справжнім повстанням громадян. Все це було спрямовано до міністра, щоб він згорнув проєкт. Переживши й цю небезпеку, місто продовжило інвестували в університет та засновуючи нові ступені та факультети. Банк Monte dei Paschi di Siena профінансував будівництво біологічного департаменту.
XX століття стало свідком зросту Сієнського університету — кількість студентів в останні роки зросла з чотирьох тисяч до понад 20,000.
На початку навчального року, 7 листопада 1990, Сієнська академія відзначила свій 750-й день народження.

## Структура
Університет складається з 9 факультетів:
- Факультет Економіки
- Факультет Інженерії
- Факультет Гуманітарних наук і Філософії
- Факультет Гуманітарних наук і Філософії в Ареццо
- Факультет Юриспруденції
- Факультет Математики, Фізики і Природничих наук
- Факультет Медицини і Хірургії
- Факультет Фармакології
- Факультет Політології

## Відомі викладачі й випускники
- Чіно да Пістойя (1270—1336/37), італійський правник і поет
- Франческо Аккаріджі (1557—1622), італійський правник, професор з цивільного права
- Мауро Крістофані (1941—1997), італійський етрусколог
- Лучано Беллозі (1936—2011), італійський мистецтвознавець.
- Алессандро Барк'єзі, італійський філолог, професор класичної філології.